# 10 Segundos para Vencer
10 Segundos para Vencer é um longa metragem brasileiro criado por Thomas Stavros e dirigido por José Alvarenga Jr., retratando a vida do pugilista brasileiro Éder Jofre, considerado o melhor peso galo de todos os tempos.

## Elenco
- Daniel de Oliveira como Éder Jofre
- Osmar Prado como Kid Jofre
- Ricardo Gelli como Zumbanão
- Sandra Corveloni como Angelina
- Ravel Andrade como Doga
- Samuel Toledo como Silvano
- Keli Freitas como Cida

## Produção
Antes de receber financiamento pela Globo Filmes — na casa de pelo menos 8 milhões de reais — o filme já estava há diversos anos sendo planejado pelo seu criador e roteirista Thomas Stavros. Jofre foi interpretado por Daniel de Oliveira e pelo próprio Éder Jofre, sendo que aquele afirma já ter pensado em interpretar tal personagem antes mesmo de tomar conhecimento do filme.

## Lançamento
O filme tinha lançamento previsto para 2016, depois para 2017, e foi finalmente lançado em 27 de setembro de 2018.
Em janeiro de 2019, a Rede Globo exibiu o filme em formato de minissérie em 4 capítulos, com cenas adicionais, quebrando recorde de audiência para o horário.

## Prêmios e indicações
| Prêmio                             | Categoria                          | Indicado                                                              | Resultado |
| ---------------------------------- | ---------------------------------- | --------------------------------------------------------------------- | --------- |
| Festival de Gramado                | Melhor Ator                        | Osmar Prado                                                           | Venceu    |
| Festival de Gramado                | Melhor Ator Coadjuvante            | Ricardo Gelli                                                         | Venceu    |
| Festival de Cinema da Lapa         | Melhor Filme (Juri)                | Flávio Tambellini, Breno Silveira, Chico Abreia e Thomas Stavros.     | Venceu    |
| Festival de Cinema da Lapa         | Melhor Filme (Público)             | Flávio Tambellini, Breno Silveira, Chico Abreia e Thomas Stavros.     | Venceu    |
| Festival de Cinema da Lapa         | Melhor Roteiro                     | Thomas Stavros                                                        | Venceu    |
| Festival de Cinema da Lapa         | Melhor Fotografia                  | Lula Carvalho                                                         | Venceu    |
| Festival de Cinema da Lapa         | Melhor Ator                        | Osmar Prado                                                           | Venceu    |
| Prêmio Guarani                     | Melhor Ator Coadjuvante            | Osmar Prado                                                           | Venceu    |
| Prêmio Guarani                     | Melhor Som                         | Bernardo Uzeda, José Moreau Louzeiro, Rodrigo de Noronha e Tomas Alem | Indicado  |
| Lift-Off Film Festival, Toronto    | Best Feature Live Action Narrative | José Alvarenga Jr e Thomas Stavros                                    | Indicado  |
| Grande Prêmio do Cinema Brasileiro | Melhor Ator                        | Daniel de Oliveira                                                    | Indicado  |
| Grande Prêmio do Cinema Brasileiro | Melhor Atriz Coadjuvante           | Sandra Corveloni                                                      | Indicado  |
| Grande Prêmio do Cinema Brasileiro | Melhor Fotografia                  | Lula Carvalho                                                         | Indicado  |
| Grande Prêmio do Cinema Brasileiro | Melhor Figurino                    | Marcelo Pies                                                          | Indicado  |
| Grande Prêmio do Cinema Brasileiro | Melhor Maquiagem                   | Marín Macías Trujillo                                                 | Indicado  |
| Grande Prêmio do Cinema Brasileiro | Melhor Trilha Sonora Original      | Berna Ceppas                                                          | Indicado  |
| Prêmio ABC de Cinematografia       | Melhor Fotografia                  | Lula Carvalho                                                         | Indicado  |
| Prêmio ABC de Cinematografia       | Melhor Montagem                    | Sérgio Mekler                                                         | Indicado  |
| Prêmio ABC de Cinematografia       | Melhor Som                         | José Moreau Louzeiro, Rodrigo de Noronha, Bernardo Uzeda eTomas Alem  | Indicado  |